# Bombus luteipes
Bombus luteipes är en biart som beskrevs av Richards 1934. Den ingår i släktet humlor och familjen långtungebin. Inga underarter finns listade.

## Beskrivning
Huvud och mellankropp har grå päls, eventuellt med inslag av brunt. Bakkroppen har framtill ett brett, gult band, omfattande tergit 1 och 2, tergit 3 och 4 har båda ett grått band framtill och ett gult baktill, tergit 5 är orange, eventuellt med ett grått band framtill, och bakkroppsspetsen är svart.

## Utbredning
Utbredningsområdet omfattar Tibet, Nepal, Indien (delstaterna Sikkim, Arunachal Pradesh och Västbengalen), Bhutan samt Myanmar.

## Ekologi
Bombus luteipes är en bergsart, som i Nepal förekommer på omkring 2 000 meters höjd.